# Showrooming
Showrooming (von engl. showroom ‚Ausstellungsraum‘) beschreibt das Verhalten von potenziellen Konsumenten, favorisierte Waren im stationären Handel praktisch zu prüfen, um diese im Anschluss über den Versandhandel zu beziehen. Durch das zielgerichtete Konsumentenverhalten werden zur Kaufvorbereitung sowohl Beratungsleistungen unentgeltlich in Anspruch genommen als auch lokale Einzelhandelsflächen als bloßer Ausstellungsraum für den Online-Handel genutzt. Nach einer repräsentativen Online-Umfrage im November/Dezember 2014 ließen sich drei Viertel aller Deutschen schon einmal in einem Laden beraten, um die Ware im Anschluss online zu erwerben. Laut einer Studie vom Mai 2013 leiden darunter besonders Elektronikanbieter sowie Händler mit einem vielerorts erwerbbaren Sortiment. Händler, die hauptsächlich eigene Marken vertreiben, sind deutlich weniger betroffen.
Das gegensätzliche Phänomen wird als Research online, purchase offline („ROPO“) bezeichnet. Dabei informieren sich die Kunden zunächst online, bevor sie im stationären Handel kaufen.

## Vorherrschen
Eine comScore-Studie aus dem Jahr 2012 ergab, dass 35 % der US-Verbraucher angaben, Showrooms zu besuchen, und davon war die Hälfte zwischen 25 und 34 Jahre alt. Bei einer Umfrage aus dem Jahr 2013 wurden 750 US-Verbraucher befragt, von denen 73 % angaben, in den letzten sechs Monaten einen Showroom besucht zu haben. Drei Jahre lang von Deloitte gesammelte und analysierte Daten widerlegen jedoch die Verbreitung von Showrooming. Deloitte stellte fest, dass Kunden, die ein digitales Gerät im Geschäft als Teil ihres Einkaufsprozesses verwenden, eher einen Kauf tätigen – nicht weniger.

## Auswirkungen auf den Handel
Der Ausstellungsraumboden kann für Einzelhändler kostspielig sein, nicht nur in Bezug auf entgangene Verkäufe, sondern auch wegen der Beschädigung von Produktmustern auf der Verkaufsfläche infolge einer erneuten Inspektion durch den Verbraucher.
Der Showroom soll hinter dem Zusammenbruch der britischen Fotokette Jessops und der Entscheidung von Target stehen, den Verkauf des Amazon Kindle einzustellen.

## Bemühungen zur Bekämpfung von Showrooming durch Einzelhändler
Viele Einzelhändler haben versucht, mit Showrooms zu konkurrieren, indem sie ihre eigenen Preise senkten. Unabhängige Unternehmen werden jedoch ermutigt, dem Ausstellungsraum entgegenzuwirken, indem sie Mehrwert durch integrierte Dienste und andere Taktiken schaffen, wie z. B. Informationen und Bewertungen für Kunden zugänglicher zu machen, damit sie nicht online danach suchen können.
Einige große Einzelhändler wie Target versuchen, den Ausstellungsraum zu bekämpfen, indem sie Waren ausschließlich an ihre Geschäfte verkaufen. Walmart ermöglicht es Käufern, Versandkosten für Online-Einkäufe zu vermeiden, indem sie Artikel in Geschäften abholen. Die gleiche Praxis gilt für europäische Länder.
Einige Modefachgeschäfte in den USA und Australien haben eine „Probegebühr“ pro Ansicht eingeführt, die vollständig erstattet wird, wenn der Kunde einen Kauf tätigt.
Best Buy garantierte Online-Preise für bei Amazon gelistete Produkte und kündigte im April 2013 an, Flächen an Hersteller wie Samsung zu vermieten, damit Käufer funktionierende Produkte ansehen und sie dann zum empfohlenen Verkaufspreis des Herstellers kaufen können.